# Barbentane
Barbentane este o comună în departamentul Bouches-du-Rhône din Franța. Se află lângă Râul Ron și Durance[*], la o altitudine de 12 m deasupra nivelului mării. Are o suprafață de 27,13 km². Populația este de 4.262 locuitori, determinată în 1 ianuarie 2022, prin recensământ.